# Maderna-Haketjärn
Maderna-Haketjärn este o arie protejată (arie specială de conservare — SAC, sit de importanță comunitară — SCI) din Suedia întinsă pe o suprafață de 185,9 ha, integral pe uscat.

## Localizare
Centrul sitului Maderna-Haketjärn este situat la coordonatele 57°42′49″N 12°09′40″E / 57.7137°N 12.161°E.

## Înființare
Situl Maderna-Haketjärn a fost declarat sit de importanță comunitară în decembrie 1998 pentru a proteja un număr necunoscut de specii din flora spontană și fauna sălbatică aflate în arealul zonei. Situl a fost protejat și ca arie specială de conservare în martie 2011.

## Biodiversitate
Situată în ecoregiunea boreală, aria protejată conține 4 habitate naturale: Lacuri și iazuri distrofice naturale, Mlaștini turboase de tranziție și turbării mișcătoare, Pajiști umede nord-atlantice cu Erica tetralix, Mlaștini împădurite.
La baza desemnării sitului se află un număr nedeclarat de specii protejate.